# ジョン・キング (ミサイル駆逐艦)
|          | |
| 艦歴     | |
| 発注     | |
| 起工     | 1958年8月25日 |
| 進水     | 1960年1月30日 |
| 就役     | 1961年2月4日 |
| 退役     | 1990年3月30日 |
| その後   | 1999年2月10日にスクラップとして売却 |
| 除籍     | 1993年1月12日 |
| 性能諸元 | |
| 排水量   | 満載：4,500トン |
| 全長     | 437 ft (133.2 m) |
| 全幅     | 47 ft (14.3 m) |
| 吃水     | 22 ft (6.7 m) |
| 機関     | バブコック・アンド・ウィルコックスボイラー4缶 1,200psi ゼネラル・エレクトリック蒸気タービン2基 70,000shp 2軸推進                              |
| 最大速   | 30ノット以上 |
| 乗員     | 士官、兵員354名 |
| 兵装     | Mk 42 5インチ(127mm)単装砲 2基 Mk 11 連装ミサイル発射機 1基 （ターター後にSM-1MR) Mk 112アスロック8連装発射機 1基 Mk.32 3連装短魚雷発射管 2基 |
| モットー | "Power for Peace" |

ジョン・キング (USS John King, DDG-3) は、アメリカ海軍のミサイル駆逐艦。チャールズ・F・アダムズ級ミサイル駆逐艦の2番艦。艦名は2度の名誉勲章受章者である水兵のジョン・キングに因む。

## 艦歴
ジョン・キングは1958年8月25日にメイン州バスのバス鉄工所で起工する。1960年1月30日にポール・J・キルデイ夫人（テキサス州選出下院議員ポール・J・キルデイの妻）によって命名され進水し、1961年2月4日に就役する。当初は DD-953 として発注されたが、1956年8月16日に DDG-953 へ艦種変更され、1957年6月26日に DDG-3 へ番号が変更された。
キューバのグアンタナモ湾での公試後、ジョン・キングは東海岸で火器の試験を行い、1961年9月7日にノーフォークに到着、通常任務に入る。新型のミサイル駆逐艦としてジョン・キングは最新設計の船体を持ち、全アルミ製の上部構造、最新型の兵装を装備し、電子機器も最新の物を備えた。1961年11月27日に出航、イギリスと北部ヨーロッパに向かい1962年1月1日まで巡航、その後ダブリンから地中海に向かった。地中海で第6艦隊に合流し、紛争地域における平和維持活動に従事した。4月にバージニア州ノーフォークに帰還、カリブ海でのミサイル発射試験を行う。1962年7月10日にワシントンに到着、4日間停泊し、フレッド・コース海軍長官を始めとして上院、下院議員の訪問を受けた。
追加の演習に続いてジョン・キングは1962年10月11日にノーフォーク海軍工廠に入渠した。その後まもなくキューバ危機が発生、海軍は艦艇をキューバに派遣し、ジョン・キングも直ちに修理を終えて、11月6日に封鎖に加わった。危機が沈静化した後もジョン・キングはカリブ海にとどまり、海軍最大かつ最新の原子力空母、エンタープライズ (USS Enterprise, CVN-65) と共に演習を行った。ジョン・キングは1962年12月8日にノーフォークに帰還した。
ジョン・キングは1963年2月6日に2度目の地中海巡航に向けて出航する。第6艦隊との巡航で様々な港を訪れ、1963年6月23日にドイツのキールを訪問、7月17日にノーフォークに帰還した。続く12ヶ月をバージニア岬およびカリブ海での訓練および即応演習に費やし、その中には1964年4月のキーウェストにおける対潜水艦戦訓練も含まれた。
1964年8月3日に再び地中海巡航を行い、8月16日に第6艦隊に合流、政情不安なキプロス近海で活動した。ジョン・キングは年末まで地中海にとどまった。
ジョン・キングは1月29日にノーフォークに帰還し、10月まで東海岸で活動した。10月14日に地中海に向けて出航、4ヶ月にわたって第6艦隊と活動し、1966年3月7日にノーフォークに帰還する。夏に再び地中海に向けて出航、大西洋を横断しNATO演習「ストレート・レースド」に参加した。秋に帰港し、ノーフォーク沖で活動した後1967年1月10日に第6艦隊配備に向けて出航した。その活動は地中海西部に集中し、5月11日に帰路に就く。19日にノーフォークに帰還し、ジョン・キングは6月27日にノーフォーク海軍造船所に入渠、オーバーホールを受けた。
ジョン・キングは1990年3月30日に退役し、1993年1月12日に除籍、1999年2月10日にスクラップとして売却された。

## 参照
- この記事はアメリカ合衆国政府の著作物であるDictionary of American Naval Fighting Shipsに由来する文章を含んでいます。
- この記事はアメリカ合衆国政府の著作物でありパブリックドメインであるNaval Vessel Registerに由来する文章を含んでいます。